# Giuliano Barbolini
Giuliano Barbolini (Carpi, 20 agosto 1945) è un politico italiano.

## Biografia
Laureato in lettere all'Università di Bologna, dove è stato ricercatore all'Istituto di Archeologia, ha svolto il ruolo di bibliotecario presso la Biblioteca Estense universitaria di Modena, e successivamente quello di dirigente del Comune di Modena. Iscrittosi al PCI nel 1972, ha ricoperto dagli anni '80 numerosi incarichi istituzionali.
È stato prima assessore (1980-1985) e poi presidente della Provincia di Modena dal 1985 al 1990. Dal 1990 al 1995, eletto in Consiglio regionale, è stato assessore alla Sanità e ai Servizi sociali della Regione Emilia-Romagna.
Dal 1995 al 2004 è stato sindaco di Modena, eletto direttamente al primo turno per due mandati alla guida di una coalizione di centro-sinistra. Dal 1995 al 2000 è stato inoltre presidente nazionale della Lega delle autonomie locali Archiviato il 23 giugno 2013 in Internet Archive. e dal 2000 al 2003 presidente del Forum europeo per la sicurezza urbana
A fine anni 1990 propose a Largo Porta Sant'Agostino (Via Emilia Ovest) un'opera di Frank Gehry e dopo vivaci polemiche, il progetto fu bocciato, come la riqualificazione di piazza Matteotti assegnata nel 2001 a Léon Krier.
Eletto al Senato il 9 aprile 2006 per L'Ulivo è stato riconfermato per la XVI legislatura (2008-2013) eletto nelle liste del Partito Democratico.. Dal 6 giugno 2006, fino al 14 marzo 2013, è stato membro della sesta commissione permanente (Finanze e Tesoro)
Nella XVI legislatura ha fatto inoltre parte della Commissione speciale per l'esame dei disegni di legge di conversione di decreti-legge, della Commissione parlamentare di vigilanza per l'anagrafe tributaria, e dal 2010 della Commissione bicamerale per l'attuazione del federalismo fiscale.
Nel 2013 ha deciso di non partecipare alle primarie indette dal Partito Democratico per la selezione dei futuri parlamentari, e ha concluso la sua esperienza in Parlamento.
Dal 2016 è presidente di Emilia Romagna Teatro.